# Vincenzo Maltempo
Vincenzo Maltempo (Benevento, Italia, 2 de julio de 1985) es un pianista italiano. Se especializa en la interpretación de obras de Charles Valentin Alkan, Franz Liszt y otros compositores románticos y contemporáneos.

## Biografía

### Formación musical
Comenzó sus estudios musicales con Salvatore Orlando, discípulo del pianista Sergio Fiorentino, con quien se graduó en el Conservatorio Santa Cecilia en Roma, graduándose con summa cum laude. De 2006 a 2009 asistió a los cursos impartidos por Riccardo Risaliti en la Academia Internacional de Piano Incontri col Maestro en Imola.

### Carrera como intérprete
En 2006 ganó el XXIII Concurso "Premio Venezia", en el Teatro La Fenice en Venecia y comenzó una exitosa carrera internacional tocando en otros escenarios como el Teatro Lírico en Cagliari, el Festival Liszt en Austria, y en salas de conciertos de España, Alemania, Países Bajos, Reino Unido, México, Estados Unidos y Japón. 
Su primera grabación fue publicada en 2008 por Gramola con interpretaciones de la obra de Franz Liszt. Posteriormente, a partir de 2011, comenzó una serie de grabaciones con Piano Classics dedicadas a la obra de Charles-Valentin Alkan, de cuyo compositor es considerado hoy en día uno de sus defensores más importantes y devotos ejecutantes ("Con estas grabaciones apasionadas, Maltempo confirma su lugar en el círculo restringido de los mejores intérpretes de Alkan"). Sus discos compactos han obtenido una gran aprobación por parte de los críticos internacionales, obteniendo cinco estrellas en reseñas de artículos como The Guardian y Diapason. Además, es uno de los pocos pianistas que ha grabado el conjunto completo de los Études Op. 39 y uno de los tres pianistas que tocaron hasta ahora el set completo de estos Études en un concierto (2 de noviembre de 2013 en Yokohama, Minato Mirai Hall, Japón).
Sus grabaciones de Alkan para Piano Classics también incluyen otras obras importantes como la Grande Sonate Op. 33, la Sonatina Op. 61 y Trois Morceaux dans le genere pathétique Op. 15. Maltempo también ha colaborado con el pianista italiano Emanuele Delucchi en un disco en el que interpretaron las transcripciones de Vianna da Motta de las obras completas de órgano de Alkan. 
En septiembre de 2014 fue nombrado "Miembro Honorario" de la London Alkan Society.
Su repertorio va del barroco a la música moderna, con un interés particular en la música romántica y en el repertorio de piano menos interpretado (Alkan, Leopold Godowsky, Élie-Miriam Delaborde, Jean-Henri Ravina, Pierre-Joseph-Guillaume Zimmermann, Cécile Chaminade, et al.). También publicó para Ries & Erler las transcripciones para piano de la Segunda Suite del ballet Daphnis et Chloé de Maurice Ravel y la Sinfonía de Hans Rott, la primera transcripción para un concierto de piano solo de esa obra. 
Es uno de los fundadores y profesor de piano de la Academia de piano de Imola - Talent development Eindhoven, una academia de piano en los Países Bajos fundada por el pianista Andrè Gallo bajo la recomendación de la Academia Internacional de Piano "Incontri col Maestro" en Imola. Ha impartido clases magistrales en la Academia Europea de las Artes "Aldo Ciccolini" en Trani. Es profesor de piano en el Conservatorio italiano.

## Premios y reconocimientos
- Miembro honorario de la "Alkan Society", Londres[12]
- Premio nacional "Franco Enriquez", 2016

## Discografía
- 2009 – Liszt: Klavierwerke (Gramola 98861)
- 2012 – Alkan: Grande Sonate & Piano Solo Symphony (Piano Classics PCL0038)
- 2013 – Alkan: Le festin d'Esope, Sonatine, Ouverture & Trois morceaux Op. 15 (Piano Classics PCL0056)
- 2013 – Alkan: Piano Solo Concerto & Etudes Op. 39 n. 1, 2 & 3 (Piano Classics PCL0061)
- 2014 – Alkan/Da Motta: The Complete Vianna da Motta Transcriptions (Toccata Classics TOCC0237)
- 2014 – R. Schumann: Sonata para piano n.º 3 Op. 14, Romanzen Op. 28, Humoreske Op. 20 (Piano Classics PCL0074)
- 2015 – Alkan: Chanson de la folle au bord de la mer: A Collection of Eccentric Piano Works (Piano Classics PCL0083)
- 2015 – Esposito: Música para violín y piano (Brilliant Classics 95102)
- 2015 – Alkan Genius-Enigma (Piano Classics 3CD PCLM0088, reedición)
- 2016 – Liszt: Rapsodias húngaras completas (Piano Classics 2CD PCL0108)
- 2017 – Lyapunov: 12 études d'exécution transcendante, Op. 11 (Piano Classics PCL0124)
- 2018 – Brahms: Concierto para piano n.º 1 & n.º 2. Con Mitteleuropa Orchestra, Marco Guidarini (Piano Classics PCL10145)
- 2018 – Russian Piano Sonatas Vol. 1. Balakirev, Glazunov, Kozenko (Piano Classics PCL10159)
- 2019 – Scriabin: Sonatas para piano completas (Piano Classics PCL10168)
- 2020 - Beethoven: Complete Bagatelle, Diabelli & Eroica Variations (PCL10181)
- 2023 - Dukas: Complete Piano music (PCL10171)
- Maltempo también realizó la primera grabación de "Le Régret", Valse-étude mélancolique Op. 332 de Charles Mayer. Esta pieza solía ser atribuida a Chopin como Valse mélancolique Op. posth., hasta que el crítico musical italiano Luca Chierici atribuyó la obra a Mayer.[13]